# Universität Klaipėda

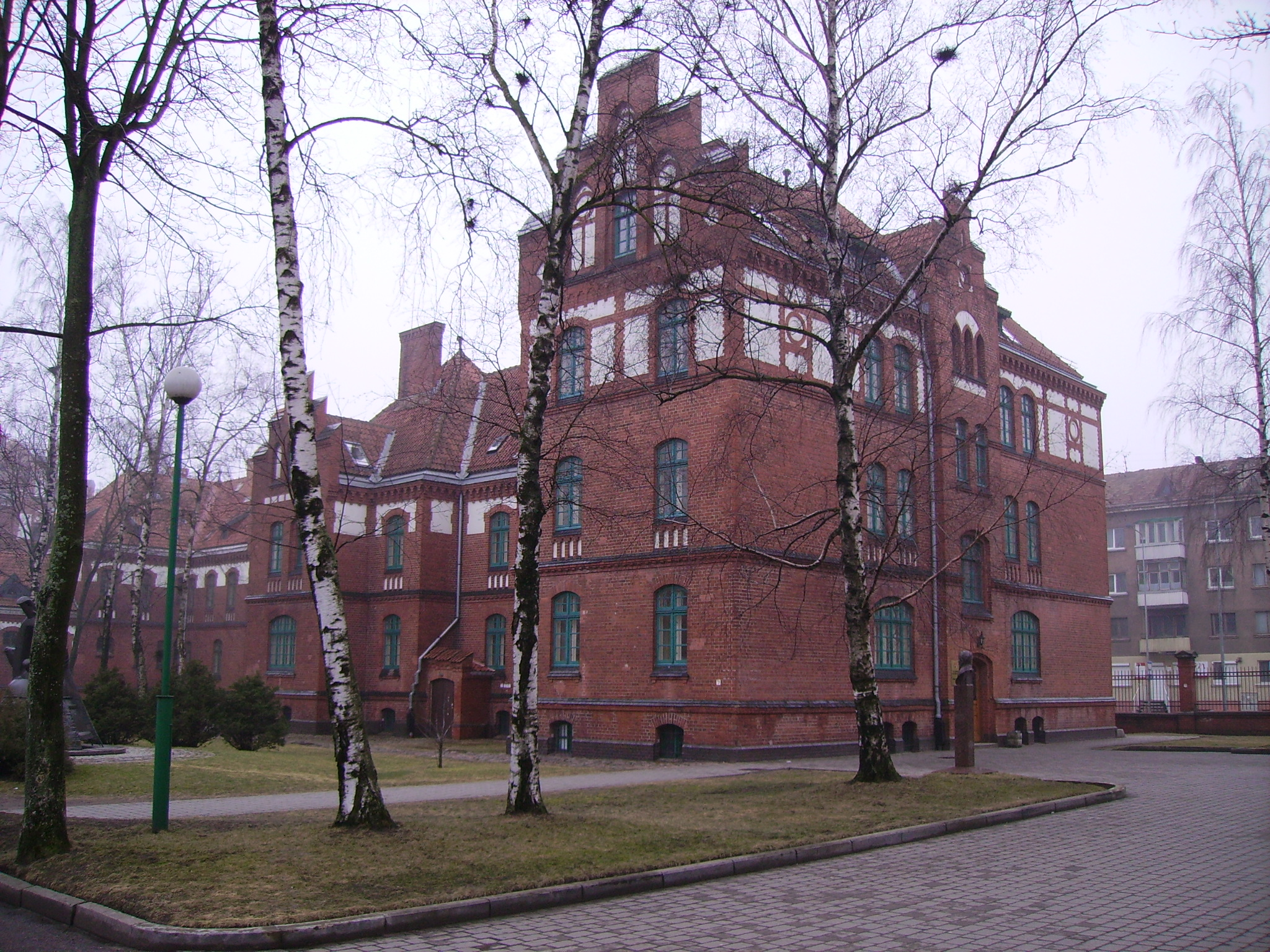
Universität Klaipėda

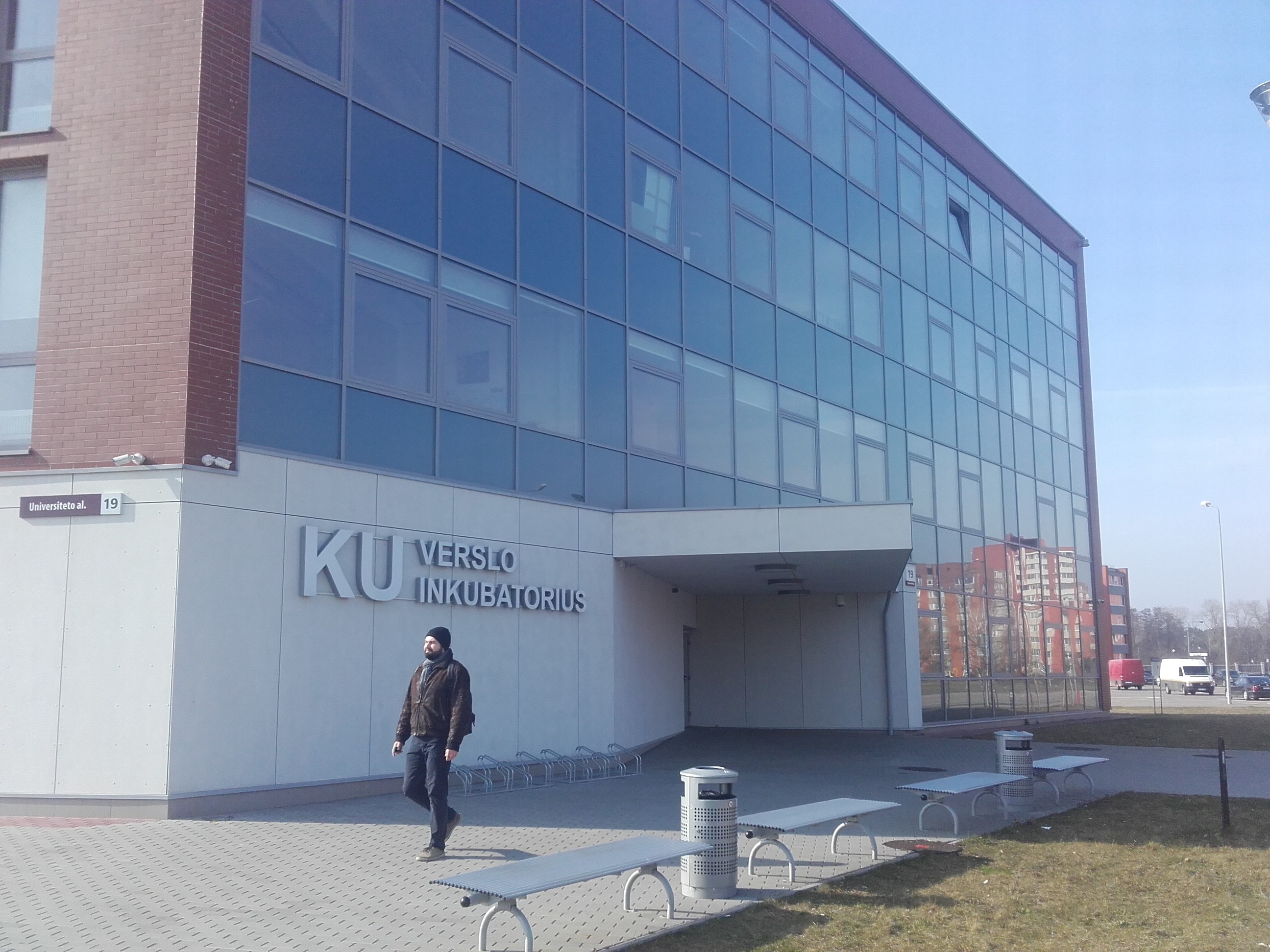
KU business incubator

Die Universität Klaipėda (litauisch: Klaipėdos universitetas) ist eine 1991 gegründete, staatliche Universität in der litauischen Hafenstadt Klaipėda (Memel) mit 10.000 Studenten und rund 600 wissenschaftlichen Angestellten. Die Universität Klaipėda umfasst heute insgesamt sieben Fakultäten und acht Institute. Es gibt auch die Bibliothek der Universität Klaipėda.

## Fakultäten
- Fakultät für Meerestechnologie und Naturwissenschaften
- Fakultät für Sozial- und Humanwissenschaften
- Fakultät für Gesundheitswissenschaften

## Rektoren
- 1997–1993 Donatas Švitra
- 1993–2002 Stasys Vaitekūnas
- 2002–2011: Vladas Žulkus
- 2011–2014: Vaidutis Laurėnas
- seit 2014: Eimutis Juzeliūnas

## Partnerhochschulen
- Berliner Hochschule für Technik,  Deutschland
- Umwelt-Campus Birkenfeld,  Deutschland
- Universität Witten/Herdecke,  Deutschland